# Thymidinemonofosfaat
Thymidinemonofosfaat of TMP (ook thymidylzuur genoemd) is een desoxyribonucleotide die is opgebouwd uit het nucleobase thymine, het monosacharide desoxyribose en een fosfaatgroep. Het overeenkomstige ribonucleotide komt niet voor. Vandaar dat niet over desoxythymidinemonofosfaat wordt gesproken, hoewel die benaming ook correct is.
Thymidinemonofosfaat is, naast de andere monofosfaat-desoxyribonucleotiden, een van de bouwstenen van het DNA. Het vormt daarin waterstofbruggen met desoxyadenosinemonofosfaat (dAMP).